# قانون علم التشريح 1832
قانون التشريح 1832 هو قانون صادر عن برلمان المملكة المتحدة أعطى رخصة حرة للأطباء ومدرسي علم التشريح وطلاب الطب لتشريح الجثث المتبرع بها بحسن نية. وقد صدر هذا القانون استجابة للاشمئزاز العام من الاتجار غير المشروع بالجثث.

## الخلفية
تنبأ القرن التاسع عشر باهتمام طبي جديد في علم التشريح المفصل بفضل زيادة أهمية الجراحة. من أجل دراسة علم التشريح ، كانت هناك حاجة إلى جثث بشرية ، مما أدى إلى ممارسة سرقة القبور. قبل عام 1832 ، نص قانون القتل 1752 على أنه يمكن استخدام جثث القتلة الذين تم إعدامهم فقط للتشريح. بحلول أوائل القرن التاسع عشر ، أدى ظهور العلوم الطبية - بالتزامن مع انخفاض عدد عمليات الإعدام - إلى زيادة الطلب على العرض.
حوالي عام 1810 ، تم تشكيل مجتمع يهتم بالتشريح لإقناع الحكومة بضرورة تغيير القانون. وكان من بين أعضائها جون أبرنيثي ، وتشارلز بيل ، وإيفرارد هوم ، وبنجامين برودي ، وأستلي كوبر ، وهنري كلاين . أدت جهود هذه الهيئة في عام 1828 إلى إنشاء لجنة مختارة لإعداد تقرير حول هذه المسألة. أدى تقرير هذه اللجنة إلى مشروع القانون. أثار الاستياء العام من جرائم القتل في ويست بورت مؤخرًا الرأي لصالح تغيير في القانون. في عام 1831 ، تسببت الاحتجاجات الشعبية المحلية ضد أنشطة برجر لندن في مزيد من الضغط من أجل مشروع قانون.